# 柴田紘一
柴田 紘一（しばた こういち、1940年11月10日 - ）は、日本の政治家。岡崎市長（3期）、愛知県議会議員（4期）、岡崎市議会議員（2期）、東海市長会長、全国市長会副会長などを歴任した。

## 経歴

### 生い立ち

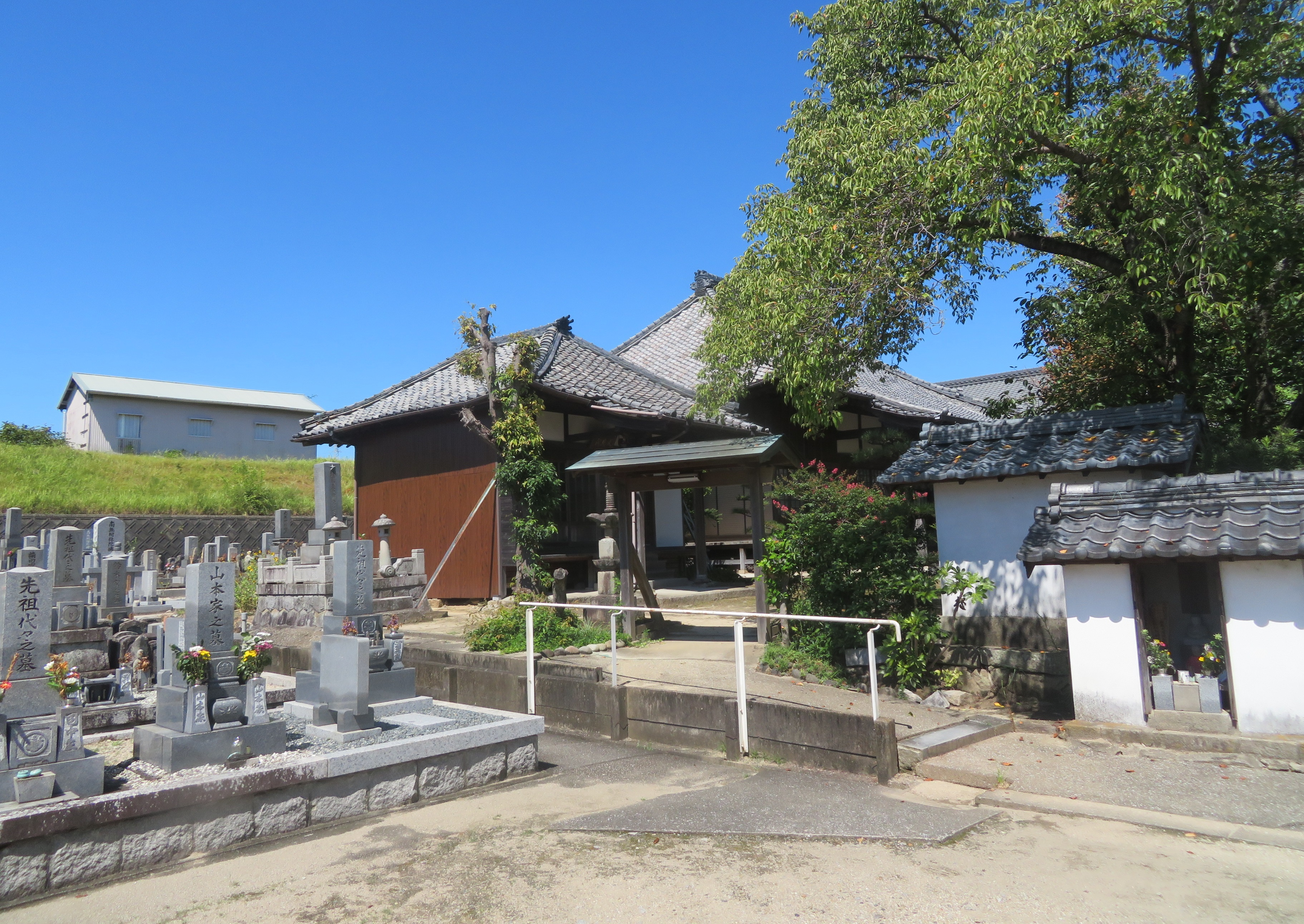
岡崎市大門3丁目の大圓寺。幼少時、同寺に設けられた託児所に通所した。

愛知県額田郡岩津町大字大門（現・岡崎市大門3丁目）の農家に生まれた。名前は「八紘一宇」からとられた。父母は農作業で忙しかったため、祖母に育てられる。近所の大圓寺に設けられた託児所に通所した。
学校教育法が施行された1947年（昭和22年）、岩津町立大樹寺小学校（現・岡崎市立大樹寺小学校）に入学。6年生のとき母親がパーキンソン病に罹り、田1町歩、畑5反歩を父親は一人で耕作しなくてはならなくなった。1953年（昭和28年）4月、岩津町立岩津中学校（現・岡崎市立岩津中学校）に進学するが、田畑は次第に荒れ始めた。「お前早く嫁さんをもらって楽させてくれ」という父親の願いに負けて高校進学は諦め、15歳から家業に携わった。
1959年（昭和34年）4月に結婚。妻も柴田も互いに18歳であった。妻ヒサはよく働き、やがて一家は900坪のビニールハウスによるナス栽培で成功を収める。しかし喜びも束の間、父親が脳溢血で倒れ寝たきりとなった。パーキンソン病で倒れた母を8年、寝たきりとなった父を7年自宅で面倒をみながらの農作業は決して楽なものではなかったという。
1980年（昭和55年）6月の衆院選に際し、岡崎市長の内田喜久は長男の内田康宏を擁立し、市内のみならず安城市、幸田町、旧額田町にまで金をばらまいた。岡崎市議会は議員44人中25人という空前絶後の逮捕者を出し、主犯の内田喜久も逮捕され、8月17日の市長選挙で自民党県議の中根鎭夫が初当選した。
内田は愛知県警本部の留置場から、「私が保釈されるまで議員を辞めるな」と逮捕された市議に指示。市議たちの地元でも総代会が減刑嘆願書を名古屋地検岡崎支部に提出したり、減刑嘆願の署名運動が行われたりした。辞職した者はわずかに一名。8月19日、中野四郎衆議院議員の後援会メンバー2人が「リコール（市議会解散請求）しかない」と立ち上がる。8月26日、「新しい岡崎をつくる本宿住民の会」と「清潔で民主的な岡崎をつくる市民会議」の2つの市民団体が市議会自民クラブに「即時解散の方針を決議せよ」と文書で申し入れた。中野の後援会メンバーは、自分らが前に出ると運動は失敗すると踏み、「新しい岡崎をつくる本宿住民の会」代表の20代男性にリコール団体の代表になるよう口説いた。8月31日、岡崎市民会館に約200人が集まり、「リコールを進める市民の会」が発足した。
9月3日の臨時会に自主解散決議案が提出されるが、数票の差で否決される。合同組織「岡崎市議会リコール連絡会議」は翌日から署名運動を開始。署名は瞬く間に必要数を突破し、追い込まれた市議会は9月17日に自主解散した。
柴田は、中部土地区画整理事業（1965年～77年）が提示された際に市当局と渡り合った実力を見込まれ、周囲から解散に伴う市議選への出馬を勧められる。10月26日に行われた選挙に無所属で立候補し、定数44人に対し14位で初当選した。加藤円住（僧の他阿真円）らと共に8人会派「新政クラブ」を結成した。
1983年（昭和58年）に再選。

### 1987年愛知県議会議員選挙
1985年（昭和60年）4月、前述の衆院選で逮捕された中根薫県議が上告棄却を受けて辞職。市議の柴田、市議の青山秋男、元衆議院議員秘書の内田康宏らは同年秋頃から空いた議席を狙い運動を開始する。1986年（昭和61年）、柴田の事務所が百々西町に建てられた。
現職の柴田尚道に加え、柴田紘一、青山、内田の3新人が公認争いを演じ、結局調整できなかった自民党岡崎市支部は県連に一任。県連は定数いっぱいの4人を公認することで問題に決着をつけた。
1987年（昭和62年）3月、共産党現職の田中定雄が病にたおれる。党西三地区委員会は田中の後継として急遽、市議の八田広子の擁立を決定。この頃、社会党も女性候補擁立に急いでいたが、不首尾に終わった。
同年4月3日、県議選が告示される。前年に初当選した衆議院議員の杉浦正健は表向き4候補を推薦したものの、自派の柴田尚道と柴田紘一を主に応援した。尚道は自民党市議27人のうち14人を味方につけるが、折悪しく選挙期間中に病気になる。4月12日投開票。1位小見山徹之助（民社党）、2位八田広子（共産党）、3位内田康宏、4位柴田紘一。次点の柴田尚道を594票差でかわし、初当選を果たした。青山は最下位で落選した。
同年4月15日までに柴田の陣営の幹部ら3人が公選法違反で逮捕される。容疑では同年2月上旬、選対事務局長ら2人が選対企画担当に投票と票のとりまとめを頼み、現金数十万円を渡したとされた。連座制を規定する公職選挙法251条の2は「公職の候補者又は公職の候補者となろうとする者」を対象としているが、事件当時は法改正される前であり「公職の候補者」とのみ記されていた。また、この言葉を字義どおりに解釈する最高裁判所昭和35年2月23日判決があったため、柴田は起訴を免れた。
1999年（平成11年）の県議選で4選。同年5月24日、副議長に就任。

### 岡崎市長へ
2000年（平成12年）6月の第42回衆議院議員総選挙において、岡崎市長の中根鎭夫は連日、杉浦正健の個人演説会に出席し応援演説を行った。同市では3か月後の9月10日に市長選を控えており、このため関係者の間では「中根の6選出馬間違いなし」と見られていた。6月25日、杉浦は順当に当選を果たし、6月28日、中根は正式に立候補の意向を明らかにした。
「5期でやめると言ったはずではないか」と反発を感じた柴田と青山秋男県議は中根に直接面談した。「どなたか市長さんの推薦される方を出して下さい。私達は応援しますから」と説得にかかると、中根は「各種団体から多くの出馬要請を受けている以上、今さらやめるわけにはいかない」とはねつけた。7月19日には連合愛知三河中地域協議会と政策協定を結び推薦を受けたことを発表し、勢いに拍車をかける。
戦中から終戦直後まで岡崎市長を務めた菅野経三郎。そこから続く竹内京治。太田光二。内田喜久。中根鎭夫。彼ら5人の市長はいずれも保守系県議会議員の出身者であった。そのような政治土壌の中で、柴田も青山も自らの出馬を当然意識せずにはいられなかった。もう一人の自民党県議の内田康宏は中根と長く敵対関係にあったものの、1996年（平成8年）から中根陣営の選対本部長に引き入れられており、転身の芽を摘まれていた。
青山秋男は1975年（昭和50年）の岡崎市議会議員選挙で初当選。政治キャリアの点で柴田より一日の長があったが、この場合何といっても物を言ったのは県議会議員の期数であった。13年前の選挙で柴田が現職を僅差で打ち破ったことが、二人の明暗を分けた。さらに、中根の多選反対の急先鋒に立つ岡崎商工会議所会頭の大川博美と大川の妻がともに柴田の岩津中学時代の恩師であったことが、柴田の出馬を確たるものにした。岡崎商工会議所の会頭、副会頭、文化人らによって作られた候補者擁立のための団体「新世紀の岡崎市政をつくる会」は大川に候補者選びを一任。7月26日に開かれた2回目の会合の冒頭で、大川は、出馬への意欲を見せていた柴田と自民党市議の河澄亨の二人のうちから柴田を選び推薦を決定した。そして杉浦正健と青山も柴田の全面支援を表明した。8月9日、元高校教諭の川島健が市民団体「市民に開かれたあたたかい岡崎市政を、みんなでつくる会（略称：あったか岡崎市政の会）」の推薦を受けて立候補する意向を表明。8月19日、自民党岡崎市支部は中根、柴田、河澄のいずれも推薦しないことを決めた。
保守3分裂という異例の事態になった市長選は9月10日に執行され、6歳未満の子供の医療費無料化、出産費用の20万円補助、市民の声を聴く「教えてくれません課」の新設、市長給与の3割カットなどを選挙公約に掲げた柴田が初当選した。この年から市長選は市議選と同日選挙となり、投票率は前回の32.11％から67.22％にはね上がった。
※当日有権者数：253,322人 最終投票率：67.22%（前回比：35.11pts）
| 候補者名 | 年齢 | 所属党派 | 新旧別 | 得票数   | 得票率 | 推薦・支持                                       |
| -------- | ---- | -------- | ------ | -------- | ------ | ------------------------------------------------ |
| 柴田紘一 | 59   | 無所属   | 新     | 75,826票 | 45.51% |                                                  |
| 中根鎭夫 | 75   | 無所属   | 現     | 57,047票 | 34.24% | （推薦）民主党・公明党・自由党・社民党・連合愛知 |
| 河澄亨   | 57   | 無所属   | 新     | 20,265票 | 12.16% |                                                  |
| 川島健   | 64   | 無所属   | 新     | 13,479票 | 8.09%  | （推薦）日本共産党                               |

2006年（平成18年）、東海市長会長、全国市長会副会長に就任。
2008年（平成20年）8月21日、「あったか岡崎市政の会」が擁立した元農水省東海農政局職員が、共産党の推薦を得て市長選に立候補する意向を表明。10月5日に行われた市長選で同候補を破り3選。
2012年（平成24年）6月1日、任期満了に伴う市長選への不出馬を表明。同年10月4日、任期満了により退任。10月21日、市長選執行。後継として擁立した日本一愛知の会の園山康男県議は落選した。
2014年（平成26年）6月、岡崎市名誉市民に推挙される。2015年（平成27年）4月29日、旭日中綬章を受章。

## 市政・人物

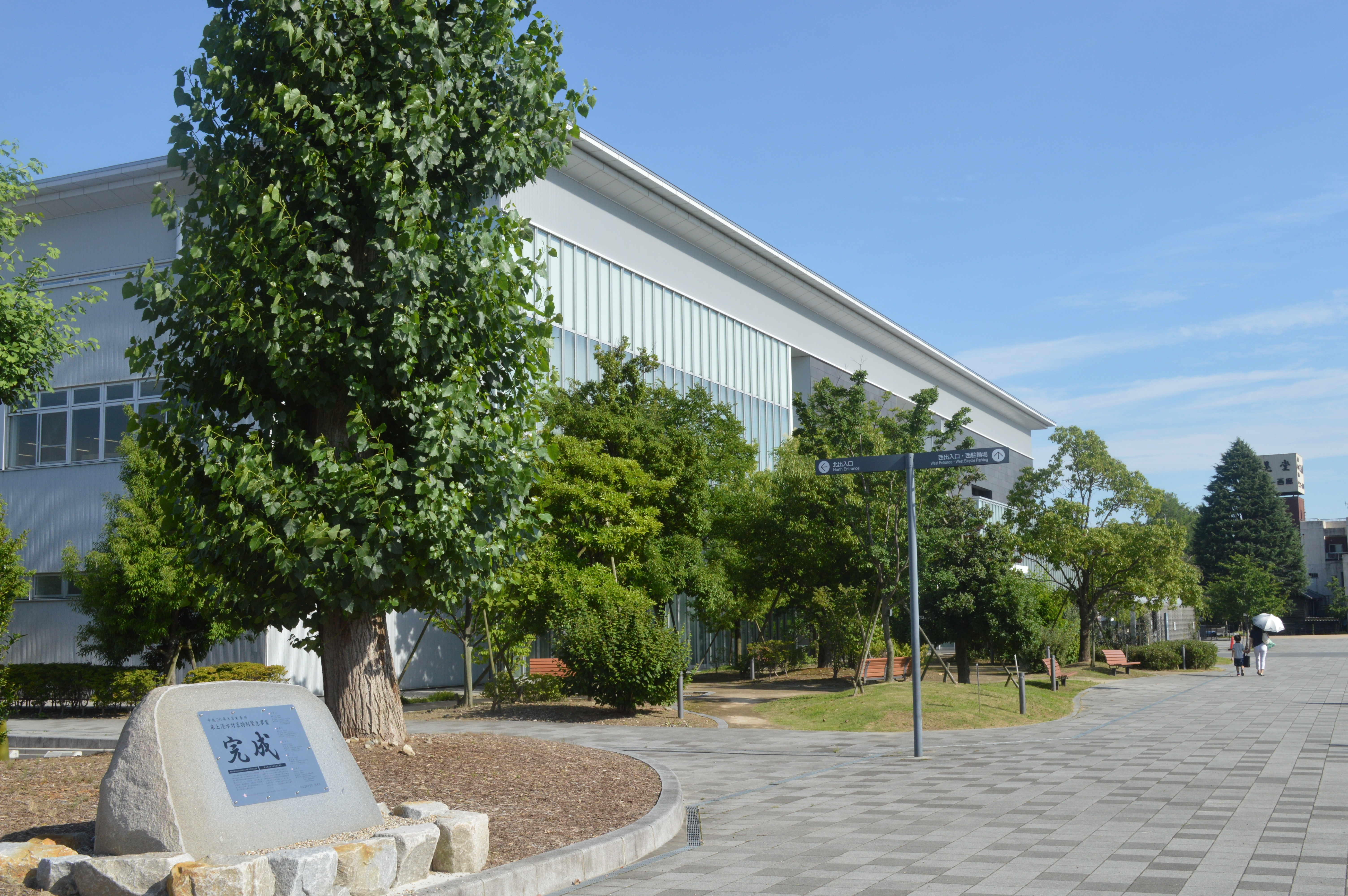
「岡崎城下三河小町」の跡地に建てられた岡崎市図書館交流プラザ（2008年11月オープン）。

- 市長就任後、最初に直面したのが、中根前市長の置き土産である「岡崎城下三河小町」（略称：三河小町）の運営問題であった。中根は2000年（平成12年）7月22日、康生通西4丁目の岡崎郵便局跡地に、1億6,500万円をかけて江戸時代風の商業施設「三河小町」を建てたが、客足は低迷した[66][67][68][69]。同年9月の市議会定例会で柴田は「どんどん続けていって赤字がふえてしまうようならば、早くやめなきゃならない」と答弁し、閉鎖の可能性を示唆した[70]。

一方で、手狭となった明大寺町の岡崎市立図書館の移転問題もあった。建設予定地は、2000年（平成12年）2月策定の「岡崎市図書館基本構想」において岡崎公園のグラウンド跡地とされた。しかし発掘調査で石垣など岡崎城の遺構が発見され、かつ700台分の駐車場建設費が約140億円もかかることが分かり、中根時代の計画を練り直した。2001年（平成13年）1月、康生通西4丁目に移転する方針を固め、同年8月13日に開かれた市議会の新図書館建設特別委員会で市の案が了承された。
建設予定地区では三河小町が2002年（平成14年）1月に閉鎖され、岡崎スポーツガーデンと岡崎市城北会館が2003年（平成15年）に閉鎖された。岡崎市城北保育園は2005年（平成17年）3月に八帖北町に新築移転した。2008年（平成20年）11月1日、岡崎市図書館交流プラザがオープンした。
- 選挙公約どおり、2000年（平成12年）12月の市議会定例会に市長給与3割カットの条例案を提出した[80]。期限付きの同条例案は可決され、2001年（平成13年）1月から柴田の給与は月額113万3,000円から79万3,100円となった。給与3割カットは2002年（平成14年）3月まで続き、同年4月からは元の額に戻った[81]。

- 選挙公約どおり、2001年（平成13年）4月、「教えてくれません課」を新設した[82]。当時の市民相談窓口である自治課を再編成し、広報課の一部も吸収して、約20人態勢で市民の意見や質問を聴く部署をつくった[83]。初年度の1年間の相談件数は1万9,000件だった[84]。教えてくれません課は機構改革により、2007年（平成19年）3月をもって廃止された[85]。

- 選挙公約にあった「出産費用の20万円補助」については、当時の愛知県下の31市の中で無条件で出産手当を出している自治体がなかったことをふまえ、近隣の豊田市と同様に「3人目以降に対し20万円補助」とし[86][70]、2001年（平成13年）4月1日より実施した[87][88]。

- 市民との対話形式の集会を数多く開いた。2001年（平成13年）1月17日から2月27日まで市内9会場で行った「新世紀の市政を話し合う会」では100件以上の提言が市民からあり、その一部は市の広報紙に掲載された[89]。「新世紀の市政を話し合う会」は2001年度も続いて実施[90][91]。2002年度と2003年度は「明日のおかざきを話し合う会」という名で開催した[92][93]。しかし夜間では女性の参加を募ることが難しかったため、女性を対象とする「ランチミーティング」を始めた。2004年度は計4回行い、延べ4団体の32名が参加した[94]。2005年度は幅を広げ、大学生の団体と2回、女性団体と4回ランチミーティングを行った[95]。従来の集会は2004年度からは「おかざきラウンド・テーブル」と題して、市民同士が対話を行う要素が加わった[96][97]。ラウンドテーブル形式の市民対話集会は長く続くが、年々一般的な講演会、シンポジウム的なものに変形していった[98][99][100]。

- 初当選から間もない2000年（平成12年）10月31日、市職員出身の大塚希夫[101]が助役を辞職。同日、柴田は愛知県職員だった眞木宏哉を助役に充てる後任人事を決めた[102]。眞木は同年11月7日から2006年（平成18年）6月30日まで助役を務めた[103]。それから学校法人清光学園の理事を務め、2011年（平成23年）6月、岡崎森林組合の代表理事組合長に就任[104][105]。2017年（平成29年）、柴田のライバルだった内田康宏市長の後援会連合会長に就任[106][107]。2018年（平成30年）1月、農林水産省の農山漁村振興交付金を活用した団体「岡崎市ぬかたブランド協議会」が設立されると、初代会長に就任した[108][109]。内田が市長選で落選したのちも眞木はしばらく後援会連合会長を続けていたが、2023年（令和5年）3月に退いた[110][111]。

- 2005年（平成17年）2月16日、岡崎市と額田町の合併協定書調印式が開かれた。2006年（平成18年）1月1日、岡崎市は額田町を編入した[112]。

- 「執行権を持つ首長に就いての12年間は緊張の連続で一度も風邪をひかなかった。ひけなかったのが本当かも」と回顧録で語っている[113]。